# クレルモン・フット
クレルモン・フット 63（Clermont Foot 63）は、フランス・クレルモン＝フェランを本拠地とするサッカークラブ。

## 歴史
1911年、スタッド・クレルモン（Stade Clermontois）として発足。1946-47シーズン終了後に財政難を理由としてプロとして活動する資格を失くすものの、1966年に再びその資格を得た。1984年、ASMとの合併により、クレルモン＝フェランFC（Clermont-Ferrand Football Club）と改称した。
1990年、「クレルモン・フット」に名称を変更。1993年には初めて5部リーグに昇格し、その翌年には4部リーグに昇格を果たした。
2014年5月7日、フランスの男子プロサッカーリーグで初の女性監督としてエレナ・コスタが就任した。しかし、6月23日にエレナ・コスタの監督就任辞退を発表。6月28日、またしても女性監督としてコリン・ディアクルが就任した。
2016年6月にはそれまで期限付き移籍でクレルモンに加入していたセネガル代表のファマラ・ディエディウをレンタル元のソショーから38万€の完全移籍で獲得した。クレルモンはクラブ発足以降、移籍金なしのフリー移籍、下部組織からの昇格、期限付き移籍などで補っていたので移籍金を支払って選手を獲得したのはこれが初めてであった。なお、クレルモンはディエディウを獲得した翌日にアンジェに160万€で売却しており、単純計算で約120万€の利益を生み出した。
2019年3月4日、スイス人投資家のアフメット・シェーファーによってクラブが買収されると、2019-20シーズンは特別なシーズンとなった。アドリアン・グルビッチは得点ランキング2位となる17ゴールを決め、リーグ戦12試合連続無敗を記録し、チームもリーグ・アンへの直接昇格が可能な上位2チームと勝ち点3差の5位（勝ち点50）に位置していた。しかし、シーズン中に起きた新型コロナウイルスの世界的流行によってシーズンは突如閉幕。試合による収入を獲得できず財政的に厳しい状況に追い込まれた。それでも、2020-21シーズンにはリーグ・ドゥで2位となり、クラブ史上初となるリーグ・アン昇格を果たした。
初の1部リーグ挑戦となった2021-22シーズンは17位で終えて辛うじて残留するも、前シーズンのリーグ・アン王者であるLOSCリールやオリンピック・マルセイユ、OGCニース、スタッド・レンヌなど上位クラブ相手にも確かな勝利を収めた。
2022-23シーズンの夏にはコムネン・アンドリッチとマテウシュ・ヴィテスカを完全移籍で獲得。ディエディウ以来となる移籍金を支払う形で選手を獲得すると、チームはトップハーフとなる8位でシーズンを終えた。

## タイトル

### 国内タイトル
- フランス全国選手権：2回
  - 2001-02, 2006-07

### 国際タイトル
- なし

## 過去の成績
| シーズン | リーグ戦           | リーグ戦 | リーグ戦 | リーグ戦 | リーグ戦 | リーグ戦 | リーグ戦 | リーグ戦 | リーグ戦 | カップ戦  | リーグ杯  |
| シーズン | ディビジョン       | 試       | 勝       | 分       | 敗       | 得       | 失       | 点       | 順位     | カップ戦  | リーグ杯  |
| -------- | ------------------ | -------- | -------- | -------- | -------- | -------- | -------- | -------- | -------- | --------- | --------- |
| 2006-07  | フランス全国選手権 | 38       | 24       | 10       | 4        | 76       | 42       | 82       | 1位      | ベスト16  | 3回戦敗退 |
| 2007-08  | リーグ・ドゥ       | 38       | 14       | 15       | 9        | 50       | 41       | 57       | 5位      | 8回戦敗退 | 3回戦敗退 |
| 2008-09  | リーグ・ドゥ       | 38       | 12       | 11       | 15       | 46       | 50       | 47       | 12位     | ベスト64  | 2回戦敗退 |
| 2009-10  | リーグ・ドゥ       | 38       | 15       | 9        | 14       | 48       | 41       | 54       | 6位      | 7回戦敗退 | ベスト16  |
| 2010-11  | リーグ・ドゥ       | 38       | 12       | 16       | 10       | 51       | 49       | 52       | 7位      | ベスト32  | 2回戦敗退 |
| 2011-12  | リーグ・ドゥ       | 38       | 15       | 13       | 10       | 48       | 39       | 58       | 5位      | ベスト64  | 1回戦敗退 |
| 2012-13  | リーグ・ドゥ       | 38       | 9        | 16       | 13       | 33       | 47       | 43       | 14位     | 7回戦敗退 | 2回戦敗退 |
| 2013-14  | リーグ・ドゥ       | 38       | 10       | 15       | 13       | 31       | 38       | 45       | 14位     | 7回戦敗退 | 2回戦敗退 |
| 2014-15  | リーグ・ドゥ       | 38       | 12       | 13       | 13       | 43       | 47       | 49       | 12位     | 8回戦敗退 | 3回戦敗退 |
| 2015-16  | リーグ・ドゥ       | 38       | 16       | 10       | 12       | 56       | 53       | 58       | 7位      | 8回戦敗退 | 2回戦敗退 |
| 2016-17  | リーグ・ドゥ       | 38       | 11       | 13       | 14       | 46       | 48       | 46       | 12位     | ベスト64  | 3回戦敗退 |
| 2017-18  | リーグ・ドゥ       | 38       | 17       | 12       | 9        | 54       | 36       | 63       | 6位      | 7回戦敗退 | 3回戦敗退 |
| 2018-19  | リーグ・ドゥ       | 38       | 11       | 15       | 12       | 44       | 37       | 48       | 10位     | ベスト64  | 2回戦敗退 |
| 2019-20  | リーグ・ドゥ       | 28       | 14       | 8        | 6        | 35       | 25       | 50       | 5位      | 7回戦敗退 | 2回戦敗退 |
| 2020-21  | リーグ・ドゥ       | 38       | 21       | 9        | 8        | 61       | 25       | 72       | 2位      | 8回戦敗退 | 廃止      |
| 2021-22  | リーグ・アン       | 38       | 9        | 9        | 20       | 38       | 69       | 36       | 17位     | ベスト32  | 廃止      |
| 2022-23  | リーグ・アン       | 38       | 17       | 8        | 13       | 45       | 49       | 59       | 8位      | 3回戦敗退 | 廃止      |
| 2023-24  | リーグ・アン       | 34       | 5        | 10       | 19       | 26       | 60       | 25       | 18位     |           | 廃止      |

## 現所属メンバー
リーグ・アン2023-24シーズン　基本フォーメーション
2024年2月1日現在
注：選手の国籍表記はFIFAの定めた代表資格ルールに基づく。
| No. | Pos. |              | 選手名                         |
| --- | ---- | ------------ | ------------------------------ |
| 1   | GK   | セネガル     | マサンバ・エンディアイエ       |
| 2   | DF   | アルジェリア | メフディ・ゼファン ()          |
| 3   | DF   | ブラジル     | ネト・ボルジェス               |
| 4   | DF   | フランス     | クリスラン・マツィマ ()        |
| 5   | DF   | ベルギー     | マキシミリアーノ・カウフリーズ |
| 6   | MF   | マリ共和国   | ハビブ・ケイタ ()              |
| 7   | MF   | フランス     | ヨアン・マニャン               |
| 8   | MF   | フランス     | ビラル・ブトバ ()              |
| 9   | FW   | セルビア     | コムネン・アンドリッチ         |
| 10  | MF   | オーストリア | ムハメド・チャム               |
| 11  | MF   | ガボン       | ジム・アレヴィナ ()            |
| 12  | MF   | フランス     | マキシム・ゴナロン             |
| 15  | DF   | マリ共和国   | シェイク・ウマル・コナテ       |

| No. | Pos. |            | 選手名                       |
| --- | ---- | ---------- | ---------------------------- |
| 16  | GK   | フランス   | テオ・ボルヌ                 |
| 17  | DF   | フランス   | アンディ・ペルマール ()      |
| 18  | FW   | コソボ     | エルバサン・ラシャニ ()      |
| 19  | FW   | フランス   | モハメド＝アミーヌ・ブシェナ |
| 21  | DF   | フランス   | フローラン・オジェ           |
| 22  | DF   | フランス   | ヨエル・アルムゴム ()        |
| 23  | FW   | ジャマイカ | シャマル・ニコルソン         |
| 25  | MF   | フランス   | ジョアン・ガスティアン       |
| 26  | FW   | フランス   | アラン・ヴィルジニウス       |
| 91  | FW   | アンゴラ   | ジェレミー・ベラ ()          |
| 95  | FW   | フランス   | グレジョン・キェイ ()        |
| 97  | DF   | フランス   | ジェレミー・ジャケ ()        |
| 99  | GK   | セネガル   | モリー・ディアウ ()          |

監督
- セバスティアン・マゼイラ (暫定)

### ローン移籍
in
注：選手の国籍表記はFIFAの定めた代表資格ルールに基づく。
| No. | Pos. |            | 選手名                                      |
| --- | ---- | ---------- | ------------------------------------------- |
| 4   | DF   | フランス   | クリスラン・マツィマ (モナコ)               |
| 23  | FW   | ジャマイカ | シャマル・ニコルソン (スパルタク・モスクワ) |

| No. | Pos. |          | 選手名                          |
| --- | ---- | -------- | ------------------------------- |
| 26  | FW   | フランス | アラン・ヴィルジニウス (リール) |
| 97  | DF   | フランス | ジェレミー・ジャケ (レンヌ)     |

out
注：選手の国籍表記はFIFAの定めた代表資格ルールに基づく。
| No. | Pos. |                  | 選手名                                          |
| --- | ---- | ---------------- | ----------------------------------------------- |
| --  | GK   | ギニアビサウ     | ウパリン・ジョコ (ロイヤル・フランクス・ボラン) |
| --  | DF   | セネガル         | バイラ・ディアロ (アウストリア・ルステナウ)     |
| --  | MF   | コートジボワール | フレッド・ニャレガ (シャマリエール)             |
| --  | MF   | フランス         | ナシム・エルグール (ビール/ビエンヌ)            |

| No. | Pos. |          | 選手名                                        |
| --- | ---- | -------- | --------------------------------------------- |
| --  | FW   | フランス | アダマ・ディアキテ (トレリサック)             |
| --  | FW   | ギニア   | ヤダリー・ディアビ (アウストリア・ルステナウ) |
| --  | FW   | フランス | アブドゥライェ・クリバリ (ビール/ビエンヌ)    |
| --  | FW   | フランス | トマ・ペルショー (ビール/ビエンヌ)            |

## 歴代監督
- ディディエ・オッレ＝ニコル　2006-2009
- ミシェル・デル・ザカリアン　2009-2012
- レジ・ブルアール 2012-2014
- エレナ・コスタ 2014
- コリン・ディアクル 2014-2017
- パスカル・ガスティアン 2017-2024
- セバスティアン・ビシャール 2024
- ローラン・バトル 2024-2025
- セバスティアン・マゼイラ (暫定) 2025-

## 歴代所属選手

### GK
- マクシム・デュペ 2019-2020

### DF
- シルヴァン・アルマン 1999-2000
- メディ・ベナティア 2008-2010
- ロマン・サイス 2011-2013
- セドリク・ウントンジ 2019-2022
- マテウシュ・ヴィテスカ 2022-

### MF
- コランタン・マルティンス 2004-2005
- ヤクバ・シラ 2010-2013
- サリス・アブドゥル・サメド 2021-2022

### FW
- アンジェイ・シャルマッフ 1987-1989
- ベルナール・ディオメド 2005-2006
- ムスタファ・ヤタバレ 2008-2010
- ヤシン・ブラヒミ 2009-2010
- ファマラ・ディエディウ 2015-2016
- アドリアン・グルビッチ 2019-2020